# Kalopsida
Kalopsida (in greco Καλοψίδα?; in turco Çayönü) è un villaggio di Cipro. È sotto il controllo de facto di Cipro del Nord.  Il villaggio si trova de facto nel distretto di Gazimağusa della Repubblica Turca di Cipro del Nord, mentre de iure appartiene al distretto di Famagosta della Repubblica di Cipro.
Nel 2011 Kalopsida aveva 660 abitanti.

## Geografia fisica
Kalopsida si trova nella pianura della Messaria orientale, situato a otto chilometri a est di Lysi/Akdoğan.
Kalopsida significa "timo buono" in greco, dal momento che Kalos significa "buono" o "bello", mentre opsida significa "timo". Fino a poco tempo fa, il villaggio e i suoi dintorni erano molto conosciuti per il timo. Nel 1975 fu ribattezzato Çayönü, dal nome di un villaggio da cui provenivano molti degli attuali abitanti del paese. Çayönü era il nome alternativo turco (adottato nel 1959) del villaggio di Paramali situato nel distretto di Limassol. Letteralmente significa "fronte del torrente". Ci sono molte località in Turchia che si chiamano Çayönü.

## Società

### Evoluzione demografica
Kalopsidha era un villaggio misto durante il periodo ottomano. Nel censimento ottomano del 1831, i musulmani costituivano circa il 21% della popolazione. Tuttavia, nel 1891 non c'erano più musulmani nel villaggio. Nella prima metà del XX secolo la popolazione del villaggio è aumentata costantemente (da 382 abitanti nel 1901 a 975 nel 1960). Nel 1973 la popolazione del villaggio era di 1.023 abitanti.
La maggior parte dei greco-ciprioti di Kalopsidha è stata sfollata nell'agosto del 1974. Attualmente, come il resto dei greco-ciprioti sfollati, i greco-ciprioti di Kalopsidha sono sparsi in tutto il sud dell'isola, soprattutto nelle città. Il numero di greco-ciprioti di Kalopsida sfollati nel 1974 era di circa 1.030 (1.023 nel censimento del 1973).
Oggi il villaggio è abitato principalmente da sfollati turco-ciprioti provenienti dal sud dell'isola, da località come Paramali/Çayönü, Margi/Küçükköy, Kataliontas e vari villaggi di Paphos. Nel villaggio vivono anche alcune famiglie provenienti dalla Turchia. Si tratta principalmente di famiglie provenienti  nel 1976-7 dai distretti di Kozan e Ceyhan e dalla provincia di Hatay in Turchia. Secondo il censimento turco-cipriota del 2006, gli abitanti di Kalopsida erano 652.